# Mesa de los Santos
La Mesa de Los Santos (en chibcha: Xerira, Jerira o Jeridas) es una meseta situada en la cordillera Oriental de los Andes colombianos, en jurisdicción del municipio de Los Santos, en el departamento de Santander. Forma parte del Macizo de Santander y se encuentra en inmediaciones del Cañón del Chicamocha.

## Geografía y acceso
Ubicada a una altitud promedio de 1.700 metros sobre el nivel del mar, la Mesa de Los Santos tiene un clima templado, seco y estable durante todo el año, con temperaturas promedio cercanas a los 22 °C. Se encuentra a unos 40 minutos por carretera desde Bucaramanga, capital del departamento, y es accesible principalmente por la vía Curos o la vía del Peaje.
En esta región se ubica la estación superior del Teleférico del Chicamocha, en la vereda Tabacal, punto de llegada y retorno del sistema que conecta con el parque nacional del Chicamocha.

## Turismo y recreación
La zona es frecuentada durante los fines de semana y temporadas vacacionales por habitantes del área metropolitana de Bucaramanga, debido a sus paisajes, su clima y sus miradores naturales, entre los que destacan el Mirador del Chicamocha y el Mirador del Salto del Duende.
Gracias a sus condiciones topográficas, la Mesa de Los Santos es un destino popular para actividades al aire libre como el senderismo, la escalada deportiva —con más de 80 rutas registradas en diferentes grados de dificultad— y el turismo rural. La región también acoge el tradicional Mercado Campesino y espacios recreativos como el Club Acuarela, orientado a deportes náuticos.
Durante las últimas décadas, el área ha experimentado un desarrollo turístico y residencial notable, con la construcción de fincas, casas veraniegas y hospedajes rurales.

## Sismicidad
La Mesa de Los Santos es conocida por su alta actividad sísmica. Es considerada la zona con mayor número de movimientos telúricos en Colombia y la segunda del mundo después del Hindú Kush, en Afganistán. En promedio, se registran entre 20 y 40 sismos diarios, la mayoría de baja magnitud y profundidad intermedia.

## Patrimonio rupestre
La meseta alberga valiosas manifestaciones de arte rupestre dejadas por los antiguos guanes, quienes habitaron la región antes de la llegada de los españoles. Estas pinturas rupestres representan figuras humanas, animales y símbolos ceremoniales en abrigos rocosos, y constituyen uno de los principales vestigios culturales de la región.

## Etimología
El nombre actual proviene de la Quebrada del Santo, que en el siglo XIX dio origen al nombre parroquial y posteriormente al del municipio de Los Santos. El topónimo ancestral registrado en lengua chibcha ha sido transcrito como Xerira, Jerira o Jeridas.